# Howard William Pfeifer
Howard William Pfeifer (2 de octubre de 1928 - 2 de abril de 2009) fue un botánico, y profesor estadounidense, que realizó su carrera académica en la Universidad de Connecticut.

## Algunas publicaciones

### Libros
- 1970. A taxonomic revision of the pentandrous species of Aristolochia. Ed. University of Connecticut. 174 pp.
- 1966. Revision of the North and Central American hexandrous species of Aristolochia (Aristolochiaceae). Annals 53 (2). Ed. Missouri Botanical Garden. 196 pp.
- 1963. A revision of the hexandrous species of Aristolochia in greater North America. Ed. Washington University. 694 pp.
- 1960. The Aristolochiaceae of Panama. Ed. Washington Univ. 54 pp.

## Eponimia
Especies
- (Aristolochiaceae) Aristolochia pfeiferi Barringer[2]